# Piper PA-25
Die Piper PA-25 Pawnee ist ein einmotoriges, einsitziges Leichtflugzeug des US-amerikanischen Flugzeugherstellers Piper Aircraft Corporation in Gemischtbauweise. Die ersten fünf Serienmaschinen wurden im August 1959 ausgeliefert.
Das Flugzeug wurde als Agrarflugzeug entwickelt, wird heute jedoch überwiegend zum Schlepp von Segelflugzeugen eingesetzt. Es wird oft Airtractor genannt.

## Technische Daten
| Daten                     | Kenngröße                                                                                 |
| ------------------------- | ----------------------------------------------------------------------------------------- |
| Modell                    | PA-25-235                                                                                 |
| Besatzung                 | 1                                                                                         |
| Länge                     | 7,55 m                                                                                    |
| Spannweite                | 11,02 m                                                                                   |
| max. Startmasse           | 1317 kg                                                                                   |
| Zuladung                  | 544 kg                                                                                    |
| Antrieb                   | ein Sechszylinder-Boxermotor Lycoming O-540-B-B2B5 mit einer Leistung von 175 kW (235 PS) |
| Höchstgeschwindigkeit Vne | 250 km/h                                                                                  |